# J. Sigfrid Edströms gata
J. Sigfrid Edströms gata är en cirka 150 meter lång gata i stadsdelen Gårda i Göteborg. Den fick sitt namn 1999 efter den första direktören för Göteborgs spårvägar. Gatan är Göteborgs enda med vänstertrafik.

## Historik
Gatan fick sitt namn efter Johannes Sigfrid Edström år 1999. Edström, som var Göteborgs spårvägars förste direktör, såg till att Göteborg fick elektriska spårvagnar, och att det engelska hästspårvagnsbolaget löstes in. Detta var 1902.
J. Sigfrid Edströms gata ligger i Gårda mellan Willinsbron och J. Sigfrid Edströms bro. Gatan var tidigare en del av Willinsgatan. Denna gata är Göteborgs enda gata med vänstertrafik, beroende på att gatan har spår för ingående och utgående spårvagnar till och från Vagnhallen Gårda. Vagnhallen är byggd på sådant sätt att vagnarna måste komma in i vänstertrafik för att komma rätt i vagnhallen. Det finns även en reservhållplats med mittplattform i gatans ösligaste del, där inbyte ev trasiga spårvagnar kan ske utan att skapa för mycket besvär för resenärerna. J. Sigfrid Edströms Gata passerar även Gårdahallen med Göteborgs spårvägsmuseum, där Spårvägssällskapet Ringlinien håller till med stadens historiska spårvagnar. Beroende på vänstertrafiken och spårområdet vid Gårdahallen mitt i gatan är den avstängd för obehörig biltrafik. Intilliggande lokalgata är däremot öppen för trafik.